# آلن جولی
آلن جولی (انگلیسی: Alan Jolly؛ ۱۲ نوامبر ۱۹۱۰ – ۱۵ سپتامبر ۱۹۷۷) فرد نظامی اهل بریتانیا بود. وی همچنین برندهٔ جوایزی همچون نشان حمام و نشان امپراتوری بریتانیا شده‌است.